# Nachman Szaj
Nachman Szaj (hebr.: נחמן שי, ang.: Nachman Shai, ur. 28 listopada 1946 w Izraelu) – izraelski wojskowy, historyk, politolog i polityk, tat alluf, rzecznik Sił Obronnych Izraela, w latach 2009–2019 poseł do Knesetu, w tym w latach 2013–2019 zastępca przewodniczącego parlamentu.

## Życiorys
Urodził się 28 listopada 1946 w Izraelu.
Służbę wojskową zakończył w stopniu tat allufa. Był rzecznikiem prasowym CaHaLu. Ukończył studia na Uniwersytecie Hebrajskim, studiował na amerykańskich uczelniach, a doktorat zrobił na Uniwersytecie Bar-Ilana w Ramat Ganie.
W wyborach w 2009 został wybrany posłem z listy Kadimy. W osiemnastym Knesecie zasiadał w komisjach edukacji i kultury; spraw gospodarczych oraz ds. statusu kobiet i równouprawnienia. W 2013 uzyskał reelekcję z listy Partii Pracy. W Knesecie dziewiętnastej kadencji był zastępcą przewodniczącego i członkiem komisji budownictwa oraz spraw wewnętrznych i środowiska. W wyborach w 2015 skutecznie kandydował z Unii Syjonistycznej – koalicyjnej listy laburzystów i  Ruchu. W dwudziestym Knesecie ponownie był zastępcą przewodniczącego, a także stał na czele podkomisji ds. planowania krajowego. Zasiadał w komisjach stałych: spraw zagranicznych i obrony oraz ds. statusu kobiet i równouprawnienia, a także w sześciu podkomisjach, jednej komisji specjalnej i trzech komisjach wspólnych. W kwietniu 2019 utracił miejsce w parlamencie.